# Резолюция 162 на Съвета за сигурност на ООН
Резолюция 162 на Съвета за сигурност на ООН е приета на 11 април 1961 г. по повод конфликта в Палестина.
На 1 април 1961 г. постоянният представител на Хашемитското кралство Йордания представя на председателя на Съвета за сигурност писмо, настояващо Съветът за сигурност да разгледа жалбата на страната му срещу Израел, обвиняваща го в нарушение на Общото споразумение за примирие и акт на военна провокация, явяващ се заплаха за международния мир и сигурност.
В обяснителните бележки към писмото йорданската страна обяснява, че на 20 април 1961 г. израелските власти възнамеряват да проведат военен парад в окупираните от тях части на Йерусалим, на който трябва да бъде направен преглед на израелски войски, военно снаряжение и тежко военно оборудване. На 17 март 1961 г. израелските власти провели генерална репетиция на парада с участието на израелски военни части и снаряжение. По този повод правителството на Хашемитското кралство подава жалба до Смесената Йордано-Израелска комисия по примирието, която жалба е разгледана от военните наблюдатели на ООН в Палестина. В резултат на техните заключения на 20 март 1961 г. Смесената комисия излиза с решение, според което „този акт на Израел представлява нарушение на Общото споразумение за примирие“. Комисията също така осъдила действията на Израел и призовала израелските власти да предприемат спешни мерки, за да предотвратят повтарянето подобни нарушения на Общото споразумение за примирие, а също така и в бъдеще да се въздържат от разполагането в Йерусалим на каквото и да снаряжение, с изключени на това, разрешено от Общото споразумение за примирие. Решението си Смесената комисия препратила и до членовете на Съвета за сигурност на ООН. Въпреки нейното решение и отправеното до Израел порицание, израелските власти отново обявяват намерението си да проведат военен парад в Йерусалим на 20 април 1961 г. Според Хашемитското кралство Йордания военната провокация, която Израел смята да извърши, грубо нарушава постановлението на Смесената комисия, спрямо което израелската страна демонстрира пълно пренебрежение, и в случай че не бъде спряна навреме, може да постави под заплаха международния мир и сигурност.
Председателят на Съветът за сигурност представя жалбата на Йорданската страна на Съвета, който обсъжда действията на Израел на своето 949-о заседание. На заседанието без право на глас са поканени представители на Йордания и Израел, които правят изявления по въпроса, излагайки позициите на своите правителства. Обединената арабска република и Цейлон внасят проект за текст на резолюция по въпроса. Съединените щати обаче предлагат проектът на ОАР и Цейлон да бъде изменен съгласно предложена от Съединените щати поправка. Изменението на проекторезолюцията с предложената от Съединените щати поправка е подкрепено с гласовете на седем от членовете на Съвета, като представителите на Турция, Цейлон, Съветския съюз и ОАР се въздържат да го подкрепят, но и не гласуват срещу него.
Окончателният вариант на текста на Резолюция 162 е гласуван с мнозинство от 8 гласа „за“ и трима „въздържали се“ (Цейлон, Съветския съюз и ОАР).
В резултат Съветът за сигурност приема Резолюция 162, който потвърждава решението на Смесената комисия по примирието от 20 март 1961, настоятелно изисква от Израел да го изпълни и призовава членовете на Смесената комисия да си сътрудничат, за да гарантират че Общото споразумение за примирие между Йордания и Израел ще бъде изпълнявано.